# 西淀川警察署
西淀川警察署（にしよどがわけいさつしょ）は、大阪府警察が管轄する警察署の一つ。

## 所在地・最寄り駅
- 大阪府大阪市西淀川区千舟2丁目6番24号
  - JR東西線 御幣島駅

## 所轄
- 大阪市西淀川区

## 沿革
地域一帯の業務を管轄する警察署としては、1883年に西成郡北伝法村（現在の此花区伝法）に曽根崎警察署北伝法分署が設置されたのが始まりとなる。1897年4月の大阪市第一次市域拡張に伴う警察署再編により、北伝法警察署として独立した。
1907年に十三橋警察署（現在の淀川警察署）が設置されたことに伴い、北伝法警察署は廃止され十三橋警察署伝法分署へと改編された。
1919年に伝法分署を廃止し、従来の同分署の管轄区域のうち淀川北岸については、千船村大字大和田（現在の西淀川区大和田）に設置された大和田分署へと移管された。なお従来の伝法分署管轄区域のうち淀川南岸については、朝日橋警察署（現在の此花警察署）へと移管されている。
大和田分署は1925年10月に独立し、大和田警察署となった。1934年に現在地に移転し、1943年には西淀川警察署へと改称している。

## 交番一覧
- 歌島交番 - 大阪市西淀川区歌島一丁目2番12号
- 大和田交番 - 大阪市西淀川区大和田四丁目3番44号
- 竹島交番 - 大阪市西淀川区竹島四丁目1番31号
- 佃交番 - 大阪市西淀川区佃二丁目10番3号
- 中島交番 - 大阪市西淀川区中島一丁目10番13号
- 野里交番 - 大阪市西淀川区野里二丁目3番1号
- 姫島駅前交番 - 大阪市西淀川区姫島四丁目1番20号
- 福大野交番 - 大阪市西淀川区福町二丁目4番47号